# Xã Lawrence, Quận Tioga, Pennsylvania
Xã Lawrence (tiếng Anh: Lawrence Township) là một xã thuộc quận Tioga, tiểu bang Pennsylvania, Hoa Kỳ. Năm 2010, dân số của xã này là 1.718 người.